# VIII Korpus Armijny (Cesarstwo Niemieckie)

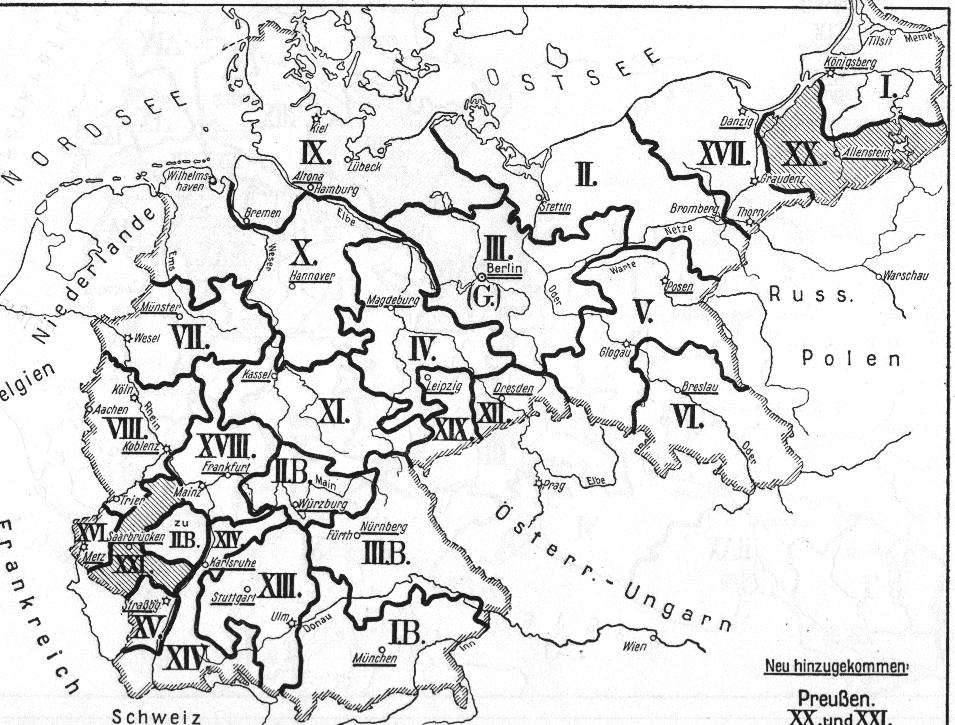
Zasięg korpusów w 1914

VIII Korpus Armijny  (niem. XIX. Armee-Korps)  – wyższy związek taktyczny Armii Cesarstwa Niemieckiego. 

## Charakterystyka
29 czerwca 1912 armię niemiecką zorganizowano w 25 korpusów prowadzących rekrutację na terenach 22 terytorialnych okręgów korpuśnych. Każdy korpus tworzyły dwie dywizje piechoty, zwykle o kolejnych numerach. Korpusy zgrupowane były w osiem inspekcji armii. Barwą VIII KA był błękitny.
W sierpniu 1914 rozwinięto w Niemczech do etatów wojennych związki operacyjne (armie). W skład 4 Armii wszedł między innymi VIII Korpus Armijny. W I wojnie światowej korpus walczył na froncie zachodnim.
Korpus na stopie wojennej początkowo składał się ze sztabu korpusu, oddziałów korpuśnych i dwóch dywizji piechoty. Jednak wojna pozycyjna wymusiła bardziej płynną organizację korpusów, która umożliwiałaby przerzucanie nawet do sześciu dywizji na odcinki korpusów znajdujących się na głównym wysiłku obrony. Reformę tę sformalizowano w grudniu 1916, a Korpus od tej pory traktowano jako tymczasowe zgrupowanie poszczególnych dywizji.

## Struktura organizacyjna
Skład od 2 VIII 1914 do 20 IX 1915:
- dowództwo korpusu
- 15 Dywizja Piechoty
- 16 Dywizja Piechoty

## Dowódcy korpusu
| Stopień           | Imię i nazwisko               | Okres (od)  |
| ----------------- | ----------------------------- | ----------- |
| generał piechoty  | August von Gneisenau          | 21 VI 1815  |
| generał lejtnant  | Ernst von Hake                | 20 V 1816   |
| generał kawalerii | Johann von Thielmann          | 3 IV 1820   |
| generał kawalerii | Karl Ludwig von Borstell      | 18 VI 1825  |
| generał lejtnant  | Adolf Eduard von Thile        | 9 V 1840    |
| generał kawalerii | Friedrich von Brandenburg     | 5 V 1848    |
| generał piechoty  | Karl Friedrich von Hirschfeld | 15 V 1849   |
| generał piechoty  | Eduard von Bonin              | 27 XI 1859  |
| generał piechoty  | Eberhard von Bittenfeld       | 29 VI 1865  |
| generał piechoty  | August Karl von Goeben        | 18 VII 1870 |
| generał lejtnant  | Ludwig von Thile              | 11 XII 1880 |
| generał kawalerii | Walter Freiherr von Loë       | 12 I 1884   |
| generał kawalerii | Adolf von Bülow               | 27 I 1895   |
| generał piechoty  | Maximilian von Falckenstein   | 2 I 1896    |
| generał piechoty  | Fryderyk II Badeński          | 27 I 1897   |
| generał kawalerii | Adolf von Deines              | 18 X 1902   |
| generał piechoty  | Paul von Ploetz               | 2 X 1906    |
| generał lejtnant  | Erich Tülff von Tschepe       | 27 I 1912   |
| generał piechoty  | Julius Riemann                | 5 X 1914    |
| generał lejtnant  | Karl Dieffenbach              | 18 XII 1916 |
| generał piechoty  | Otto von Plüskow              | 12 III 1917 |
| generał lejtnant  | Roderich von Schoeler         | 11 V 1917   |